# Changes (album av Lisa Miskovsky)
Changes är tredje studioalbumet av den svenska sångerskan Lisa Miskovsky. Det släpptes den 30 augusti 2006. Jocke Berg och Sami Sirviö från den svenska rockgruppen Kent har även medverkat i låtskrivningen på detta album.
Albumet vann Rockbjörnen i kategorin "Årets svenska skiva".

## Låtlista
1. Little Bird
2. Acceptable Losses
3. Mary
4. Been Through This
5. Foxholes
6. California Heart
7. Sweet Misery
8. Last Years Song
9. As Daylight Fades
10. Please
11. Once Gone, Always Missing
12. 20th of December, Madison Avenue

## Listplaceringar
| Lista (2006-2007) | Topplacering |
| ----------------- | ------------ |
| Sverige           | 2            |

### Fotnoter
1. ↑  ”Aftonbladet”. 25 februari 2007. http://wwwc.aftonbladet.se/flash/RB_28/RB28.html. Läst 2 maj 2011.
2. ↑  Placeringar på den svenska albumlistan